# Dortmunder Schachtage

Anatoli Karpow beim Turnier in Dortmund 1993

Die Dortmunder Schachtage (seit 2020 Sparkassen chess Trophy, vorher Dortmund Sparkassen Chess Meeting) sind eines der renommiertesten Schachturniere weltweit. Sie finden jedes Jahr im Sommer statt. Austragungsorte waren bis 1990 zumeist die Westfalenhalle (ebenso 1992), 1991 und 1993 das Berufsförderungswerk in Dortmund-Hacheney, von 1994 bis 2013 das Dortmunder Opernhaus und das Dortmunder Schauspielhaus, in den Jahren von 2014 bis 2019 das Orchesterzentrum NRW.
Bei den Dortmunder Schachtagen gibt es in jedem Jahr ein Einladungsturnier für Großmeister, das eines der am stärksten besetzten Schachturniere des Jahres ist und mit den berühmten Turnieren in Wijk aan Zee, Linares etc. auf einer Stufe stand. Zeitgleich neben dem GM-Turnier finden jedes Jahr die Open (A, B, C) statt, die für Spieler aller Klassen offen sind.
Veranstalter der Dortmunder Schachtage ist ab dem Jahr 2020 die Initiative pro Schach (IPS).

## Geschichte

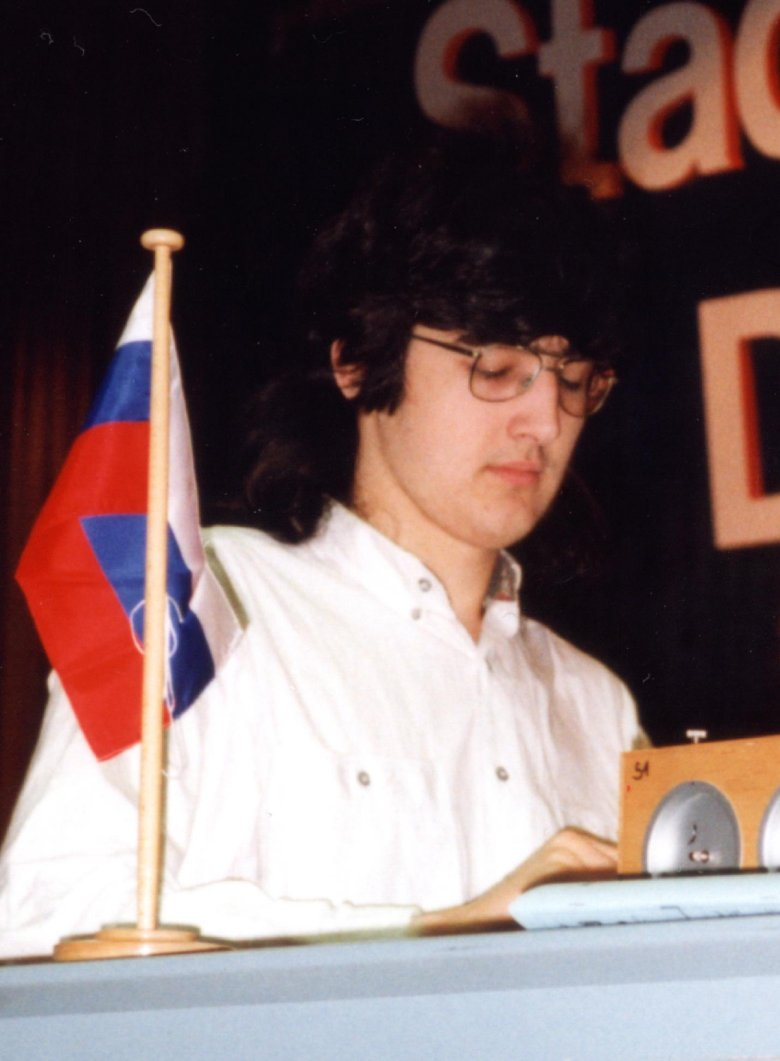
Wladimir Kramnik beim Turnier in Dortmund 1993

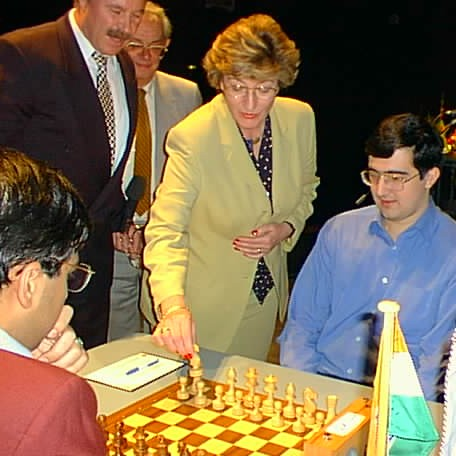
Bürgermeisterin Wendzinski eröffnet die Partie Kramnik-Anand, 1998

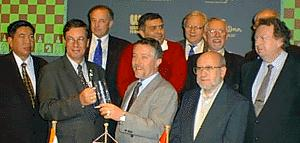
Eine Delegation der FIDE besucht im Juli 2000 die Dortmunder Schachtage. Ihr Vorsitzender Willy Iclicki erhält vom OB Gerhard Langemeyer ein Gastgeschenk.

Das Traditionsturnier wurde erstmals 1973 nach der Internationalen Deutschen Meisterschaft (Sieger: Hans-Joachim Hecht) ausgetragen und von Heikki Westerinen gewonnen. In der Folge wurde es immer stärker besetzt. In Dortmund fanden zuvor in den Jahren 1928, 1951 und 1961 drei bedeutende Turniere statt, die als Vorläufer der Schachtage gelten. Im Rahmen der Dortmunder Schachtage wurde auch ein Internationales Damenschachturnier 1982 ausgetragen.
Für mehrere Spieler der Weltelite bedeutete das Turnier einen Startpunkt ihrer Karriere: 1991 nahm erstmals Péter Lékó teil, 1992 gewann der damals noch titellose Wladimir Kramnik das A-Open. Das GM-Turnier 1992 war das stärkste bis dahin in Deutschland ausgetragene Turnier. Es wurde von Weltmeister Garri Kasparow gewonnen, obwohl er zwei Partien (gegen Gata Kamsky und Robert Hübner) verlor.
Vom 7. bis 16. Juli 2000 fand das Schach-Event 28. Internationale Dortmunder Schachtage/Chess Meeting 2000 statt. Es nahmen der damalige Weltmeister Alexander Chhalifman und Kramnik teil, der das Superturnier gewann. Das Superturnier wurde im Dortmunder Schauspielhaus ausgetragen, während ein GM-Turnier und zwei OPEN im Opernhaus stattfanden. Eine Delegation des Welt-Schachverbandes FIDE besuchte Dortmund zu einer Arbeitstagung (Vorsitzender war Willy Iclicki).
2002 wurde das Turnier als Kandidatenturnier ausgetragen, um einen Herausforderer für einen WM-Kampf gegen Kramnik zu ermitteln (zum Turnierverlauf siehe Schachweltmeisterschaft 2004). Seit 2003 wird der Gewinner des Aeroflot Open als Teilnehmer eingeladen.
2005 erreichte das Turnier die Kategorie 19, das bedeutet, dass die durchschnittliche Elo-Zahl der Teilnehmer über 2700 lag. Es gewann überraschend erstmals ein Deutscher, der junge Großmeister Arkadij Naiditsch, der damit auch bisher jüngster Sieger der Dortmunder Schachtage wurde. Die meisten Siege in Dortmund erzielte Wladimir Kramnik, der das Turnier bisher zehnmal gewinnen konnte.
Im Jahre 2006 fand das Turnier vom 28. Juli bis zum 6. August statt. Unter den Teilnehmern waren sechs Spieler der aktuellen Top Ten der Weltrangliste. Sieger des Turniers wurde nach Feinwertung Wladimir Kramnik, punktgleich mit Pjotr Swidler.
2007 fand das Turnier vom 23. Juni bis 1. Juli statt. Es spielten Viswanathan Anand, Kramnik, Şəhriyar Məmmədyarov, Lékó, Boris Gelfand, Naiditsch, Magnus Carlsen und Jewgeni Alexejew. Der Elo-Schnitt belief sich auf 2727, damit entsprach das Turnier der Kategorie 20. Es gewann Kramnik mit 5 Punkten aus 7 Partien.
2008 spielten Kramnik, Məmmədyarov, Lékó, Wassyl Iwantschuk, Naiditsch, Jan Gustafsson, Jan Nepomnjaschtschi und Loek van Wely. Das Turnier fand vom 28. Juni bis 6. Juli statt. Es gewann Lékó mit 4,5 Punkten aus 7 Partien, während Kramnik mit 3 Punkten ein ungewohnt schlechtes Ergebnis erzielte.
2009 fand das Turnier vom 2. bis 12. Juli statt. Eingeladen waren Kramnik, Lékó, Carlsen, Dmitri Jakowenko, Étienne Bacrot und Naiditsch. Es gewann Wladimir Kramnik mit 6,5 Punkten aus 10 Partien vor Carlsen, Lékó und Jakowenko mit jeweils 5,5 Punkten. Es war Kramniks neunter Turniergewinn in Dortmund.
2010 wurde vom 15. bis 25. Juli im Dortmunder Stadttheater gespielt. Teilnehmer waren Kramnik, Məmmədyarov, Ruslan Ponomarjow, Lékó, Naiditsch und Lê Quang Liêm. Der Elo-Schnitt betrug 2734. Ponomarjow gewann mit 6,5 Punkten vor Lê Quang (5,5), Kramnik und Məmmədyarov (beide 5). Zum ersten Mal galt die „Sofia-Regel“, die den Spielern Remisangebote an den Gegner untersagt.
2011 fand das Turnier vom 21. bis 31. Juli statt. Eingeladen wurden Kramnik, Hikaru Nakamura, Ponomarjow, Anish Giri, Lê Quang Liêm und Georg Meier. Kramnik dominierte das Turnier und gewann trotz einer Niederlage in der letzten Runde gegen den fünftplatzierten Nakamura mit 1,5 Punkten Vorsprung vor Lê Quang, der ungeschlagen blieb und auf 5,5 Punkte kam. Es war Kramniks zehnter Turniersieg in Dortmund.
2012 fand das Turnier vom 13. bis 22. Juli statt. Eingeladen wurden Kramnik, Fabiano Caruana, Sergei Karjakin, Ponomarjow, Lékó, Naiditsch, Mateusz Bartel, Daniel Fridman, Meier und Gustafsson. Es gewann Caruana mit 6 Punkten dank besserer Wertung vor dem punktgleichen Karjakin.
2013 spielten vom 26. Juli bis 4. August: Kramnik, Caruana, Lékó, Wang Hao, Michael Adams, Dmitri Andreikin, Naiditsch, Meier, Fridman und Igor Khenkin. Adams gewann mit 7 von 9 Punkten und einer Performance von 2923 Elo.
2014 wurde das Turnier vom 12. bis 20. Juli ausgetragen. Es spielten Kramnik, Lékó, Ponomarjow, Caruana, Adams, Naiditsch, Meier und David Baramidze.
2015 fand das Turnier vom 27. Juni bis 5. Juli statt. Teilnehmer waren Caruana, Wesley So, Kramnik, Nepomnjaschtschi, Naiditsch, Hou Yifan, Liviu-Dieter Nisipeanu und Meier.
2016 fand das Turnier vom 9. bis 17. Juli 2016 statt. Eingeladen waren Wladimir Kramnik, Fabiano Caruana, Maxime Vachier-Lagrave, Leinier Domínguez, Jewgeni Najer, Rainer Buhmann, Ruslan Ponomarjow und Liviu-Dieter Nisipeanu.
2017 fand das Turnier vom 15. bis 23. Juli 2017 statt. Eingeladen waren Wladimir Kramnik, Maxime Vachier-Lagrave, Liviu-Dieter Nisipeanu, Dmitri Andreikin, Radosław Wojtaszek, Wang Yue, Wladimir Fedossejew und Matthias Blübaum.
2018 spielten vom 14. bis 22. Juli Wladimir Kramnik, Anish Giri, Jan Nepomnjaschtschi, Radosław Wojtaszek, Jan-Krzysztof Duda, Wladislaw Kowaljow, Georg Meier und Liviu-Dieter Nisipeanu.
2019 spielten vom 13. bis 21. Juli Jan Nepomnjaschtschi, Radosław Wojtaszek, Wladislaw Kowaljow, Georg Meier, Liviu-Dieter Nisipeanu, Teimour Radjabov, Daniel Fridman, Leinier Domínguez Perez, Kaido Kulaots, Richard Rapport.
2020 sollte es kein geschlossenes Großmeisterturnier geben, sondern vom 15. bis 19. Juli ein Schachfestival unter einem Dach: drei Open für verschiedene Leistungsklassen. Veranstalter ist seit 2020 der Dortmunder Verein "Initiative Pro Schach e. V.", der das Ereignis nach 18 Jahren wieder in den Westfalenhallen Dortmund ausrichten wollte. Aufgrund der COVID-19-Pandemie in Deutschland wurde das Turnier auf den 14. bis 21. Juli 2021 verschoben.

### Sonderveranstaltungen
An freien Spieltagen wurden Blitzschachturniere durchgeführt. Später wurden Blitz-Partien (5 Minuten gegen 2 Minuten) gegen teilnehmende Großmeister gespielt. In der Folge wurden Autogramm-Stunden eingeführt.
2017 wurde zusätzlich ein Simultanspiel der pädagogischen Initiative Schach für Kids e. V. (SfK) mit Wladimir Kramnik durchgeführt.

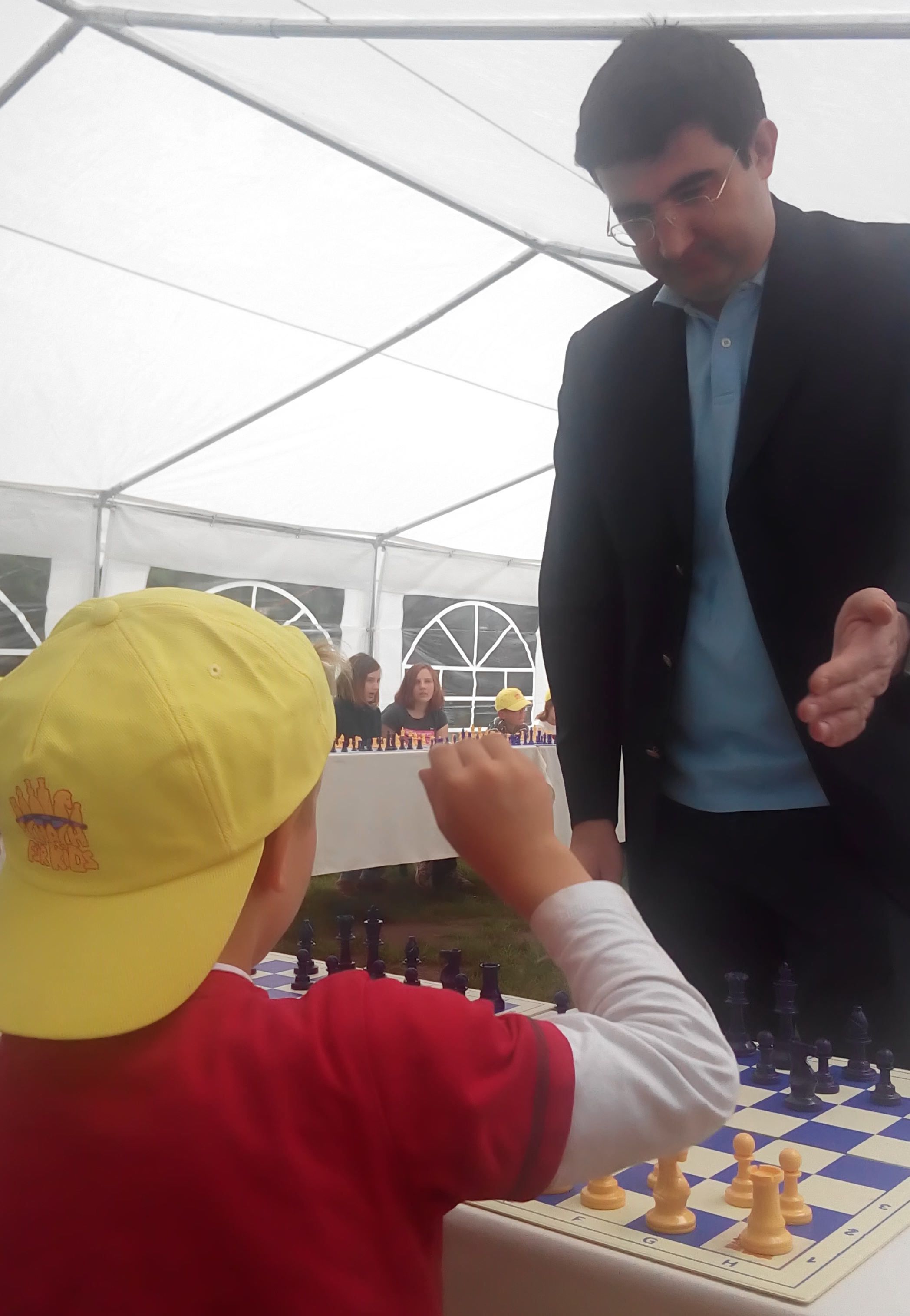
Wladimir Kramnik, 2017 im Kindergarten Möhrenbande
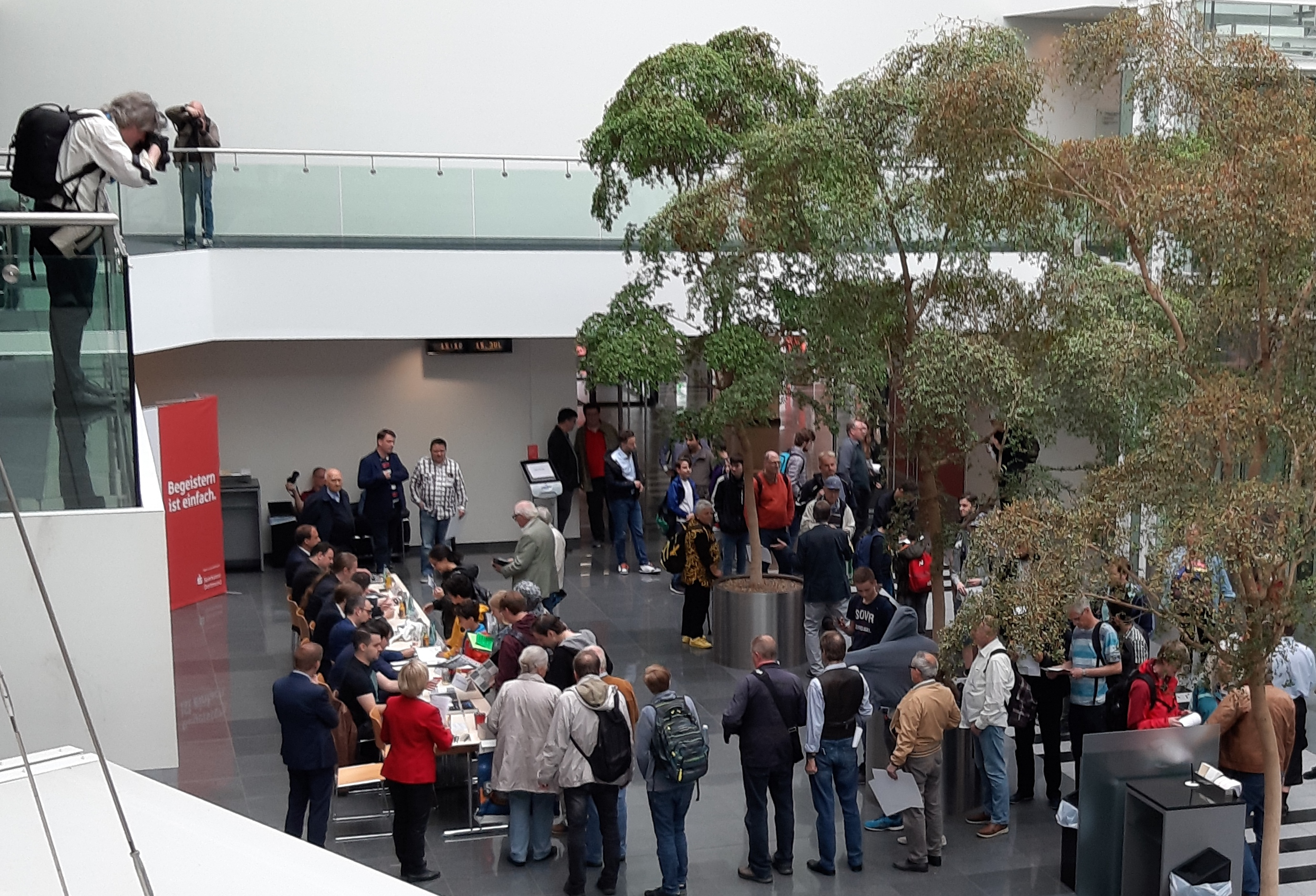
Autogramm-Stunde im Kundenzentrum der Sparkasse Dortmund am Freistuhl
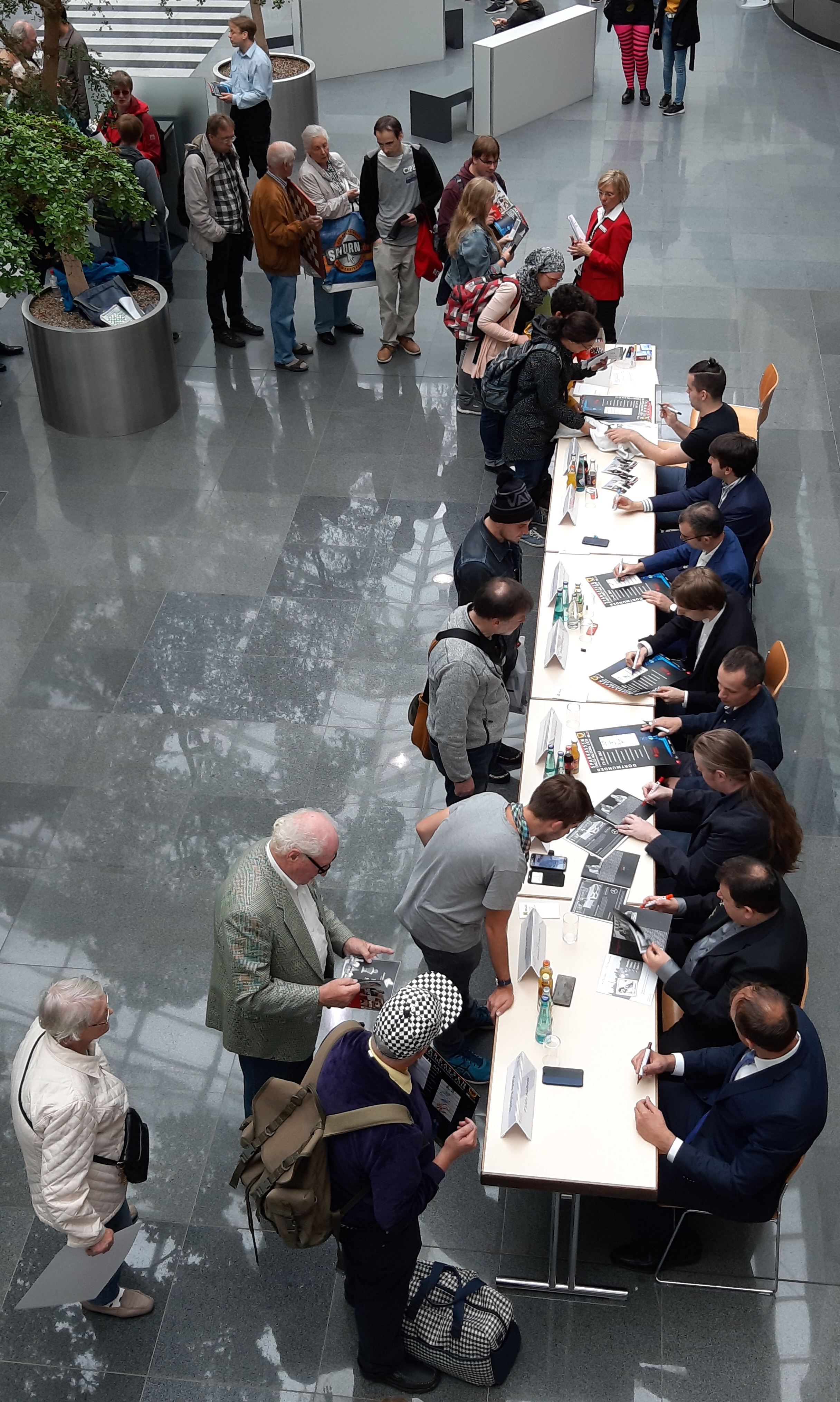
Autogramm-Stunde 2019
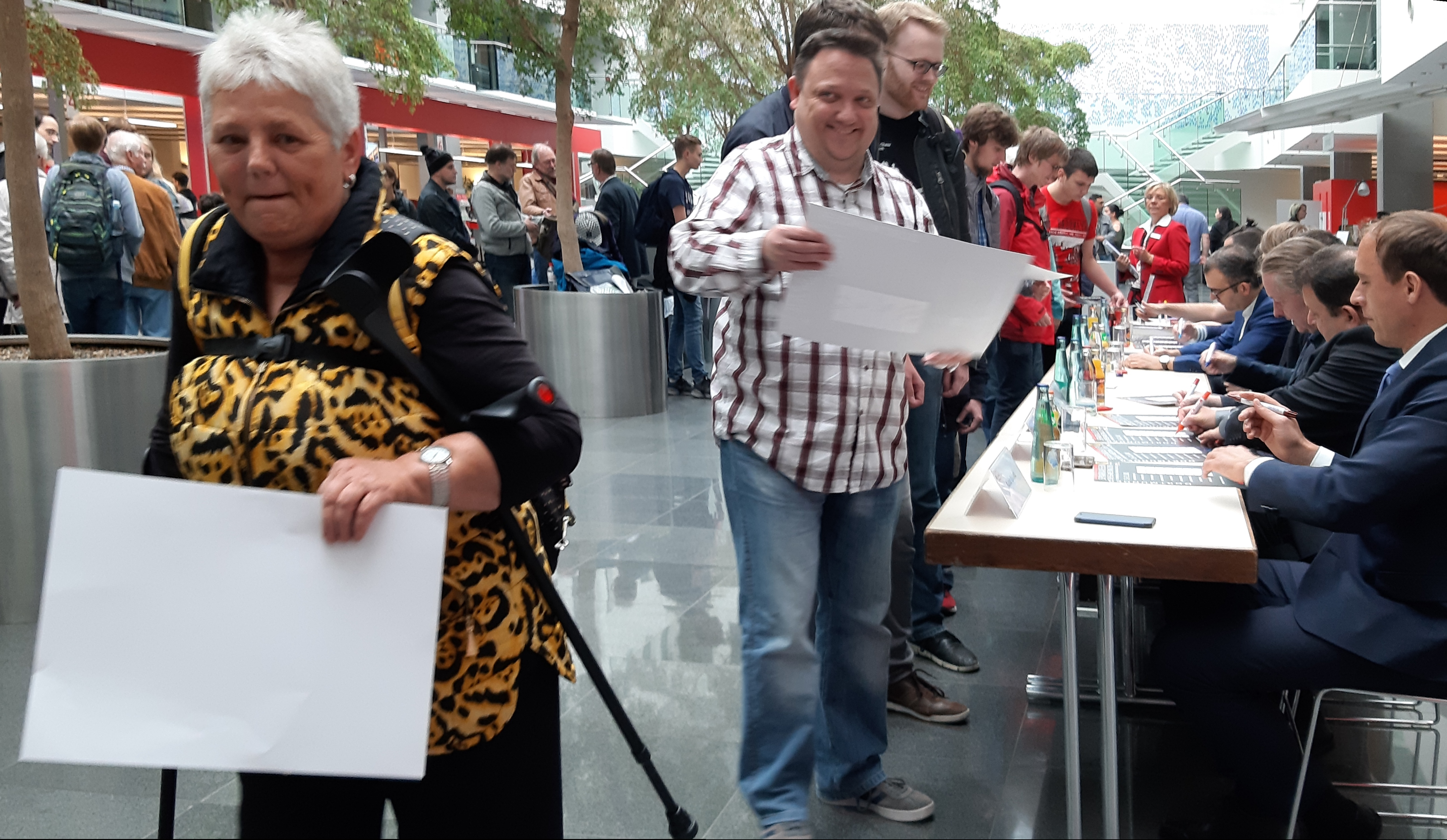
Autogramme auf nummerierten Veranstaltungsplakaten

### Turnierdirektoren

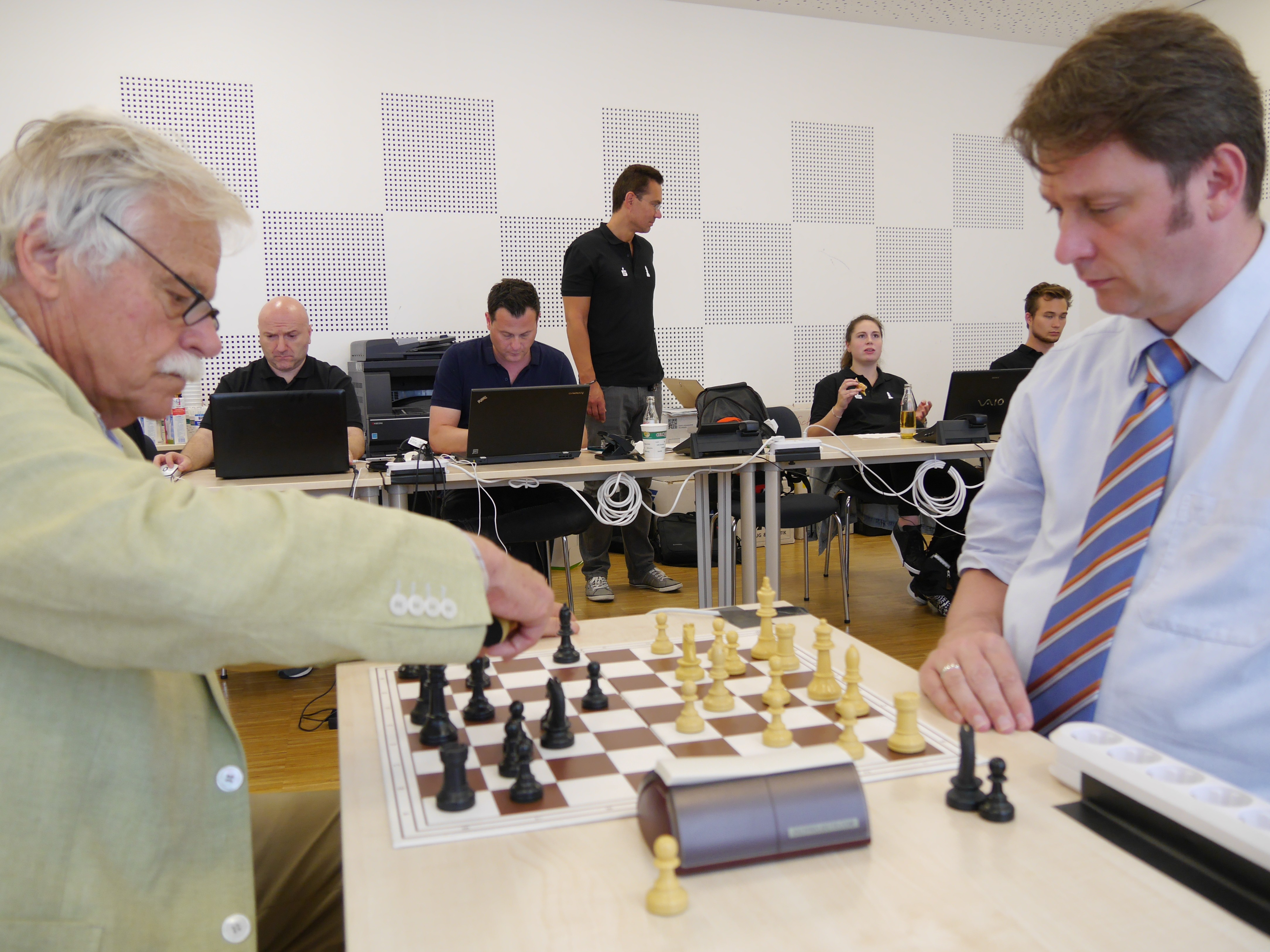
Vlastimil Hort blitzt mit Stefan Koth, Pressezentrum 2016

1983 wurde Jürgen Grastat Turnierdirektor; 2001 kam Stefan Koth dazu. Ab 2003 führt Koth die Vertragsverhandlungen mit den Großmeistern allein. Seit 2020 ist der Turnierdirektor Andreas Jagodzinsky.

### Veranstaltungsleiter

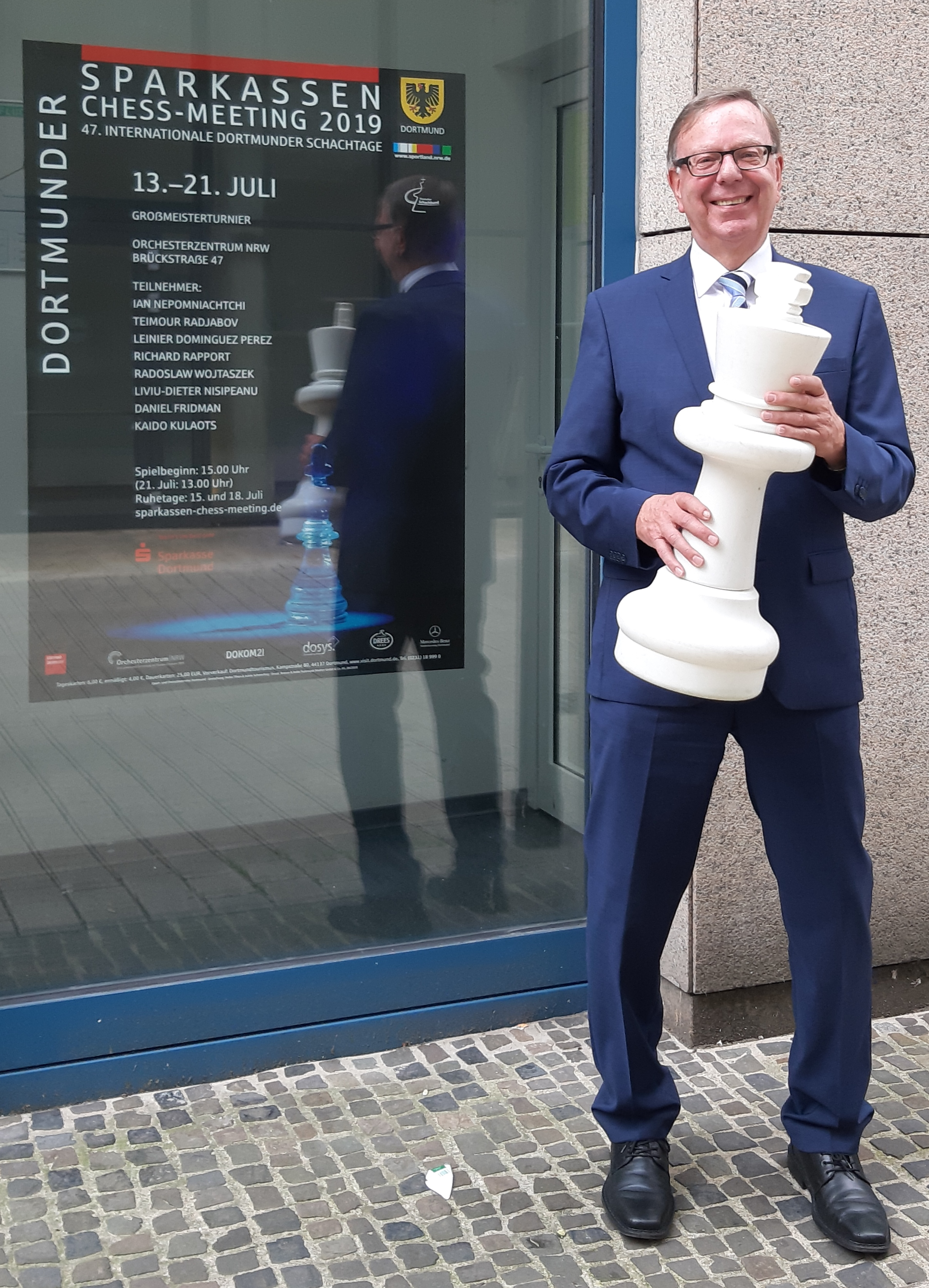
Veranstaltungsleiter Gerd Kolbe (2019)

Gerd Kolbe, ehemaliger Leiter der Pressestelle und Sprecher der Stadt Dortmund, von 1976 bis 1981 nebenamtlicher Pressesprecher von Borussia Dortmund, war seit 1993 Veranstaltungsleiter. 2020 übernahm Carsten Hensel die Position des Veranstaltungsleiters. Hensel war von 1991 bis 2002 Pressesprecher der Schachtage und darüber hinaus langjähriger Manager des 14. Schachweltmeisters Wladimir Kramnik sowie des ungarischen Topspielers Péter Lékó.

### Schiedsrichter
Die Schiedsrichter seit 2002 sind Andrzej Filipowicz und Alexander Bach.

### Kommentatoren
Bis 1993 wurden die Partien an Demo-Brettern erklärt. Ab 1994 wurden mit der Austragung des Turniers im Schauspielhaus die Partien live über Kopfhörer von Helmut Pfleger kommentiert. Ab 1997 wurde Klaus Bischoff als Co-Kommentator verpflichtet. Ab 2009 kommentierten Bischoff und Sebastian Siebrecht das Turnier. Seit 2018 sind Melanie Lubbe und Elisabeth Pähtz Co-Kommentatorinnen.

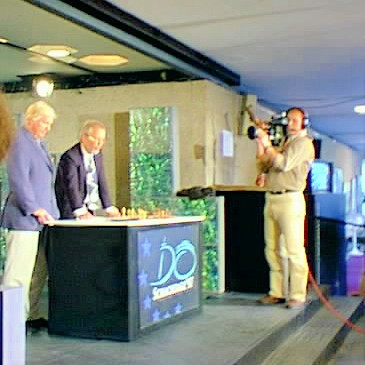
Claus Spahn und Helmut Pfleger bei Aufnahmen zur Fernsehübertragung 1997
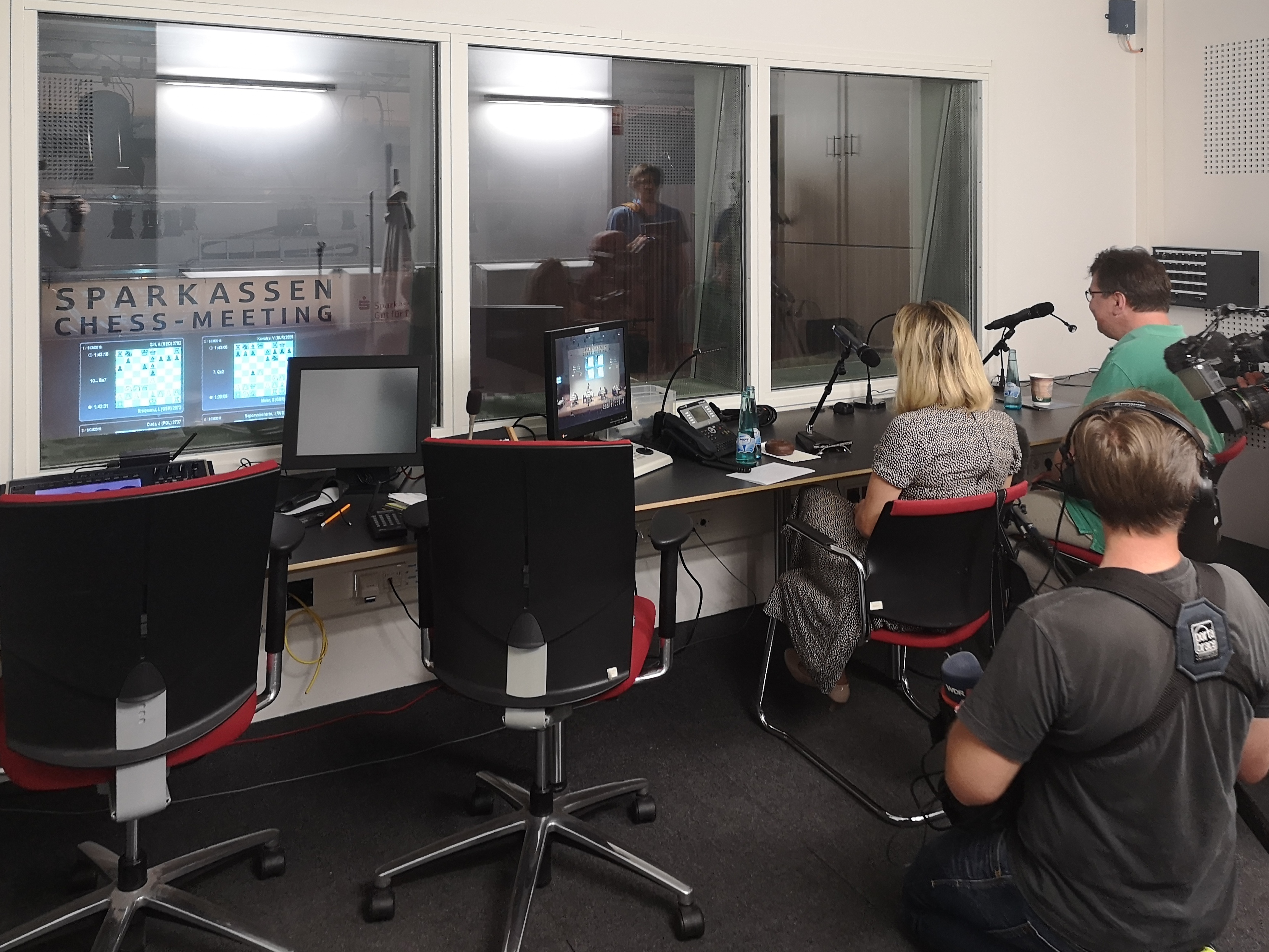
Elisabeth Pähtz und Klaus Bischoff in der Kommentatorenkabine 2018
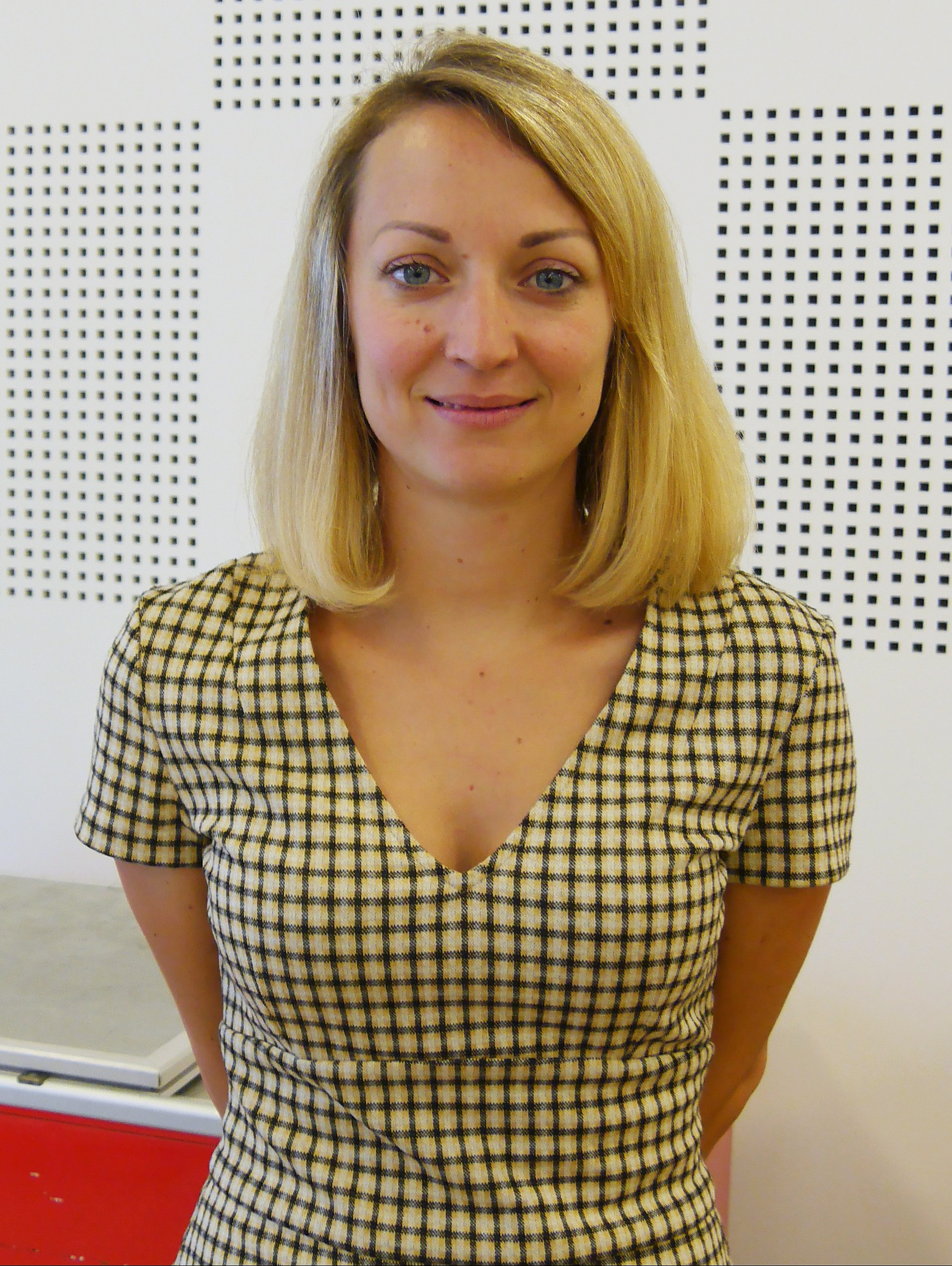
Elisabeth Pähtz 2018 in Dortmund

### Übertragung
Seit 2015 werden alle Partien auf Chess24.com live übertragen und können dort auch kommentiert werden.

## Gewinner

### Wertung
Bei Punktgleichstand mehrerer Spieler kommt als Tie-Breaker-Kriterium das Sonneborn-Berger-System zur Anwendung.

### Vorläuferturniere
- 1928 Fritz Sämisch
- 1951 Albéric O’Kelly de Galway
- 1961 Mark Taimanow

### Schachtage seit 1973
- 1973: Heikki Westerinen
- 1974: László Szabó
- 1975: Heikki Westerinen
- 1976: Oleh Romanyschyn
- 1977: Jan Smejkal
- 1978: Ulf Andersson
- 1979: Tamas Giorgadse
- 1980: Raymond Keene
- 1981: Hennadij Kusmin
- 1982: Vlastimil Hort
- 1983: Mihai Șubă
- 1984: Yehuda Grünfeld
- 1985: Juri Rasuwajew
- 1986: Zoltán Ribli
- 1987: Juri Balaschow
- 1988: Smbat Lputjan[16]
- 1989: Efim Geller
- 1990: Alexander Csernyin
- 1991: Igor Štohl
- 1992: Garri Kasparow
- 1993: Anatoli Karpow
- 1994: Jeroen Piket
- 1995: Wladimir Kramnik
- 1996: Wladimir Kramnik
- 1997: Wladimir Kramnik
- 1998: Wladimir Kramnik
- 1999: Péter Lékó
- 2000: Wladimir Kramnik
- 2001: Wladimir Kramnik
- 2002: Péter Lékó
- 2003: Viorel Bologan
- 2004: Viswanathan Anand
- 2005: Arkadij Naiditsch
- 2006: Wladimir Kramnik
- 2007: Wladimir Kramnik
- 2008: Péter Lékó
- 2009: Wladimir Kramnik
- 2010: Ruslan Ponomarjow
- 2011: Wladimir Kramnik
- 2012: Fabiano Caruana
- 2013: Michael Adams
- 2014: Fabiano Caruana
- 2015: Fabiano Caruana
- 2016: Maxime Vachier-Lagrave
- 2017: Radosław Wojtaszek
- 2018: Jan Nepomnjaschtschi
- 2019: Leinier Domínguez[17]
- 2021: Pawel Eljanow
- 2022: Pawel Eljanow
- 2023: Fabiano Caruana
- 2024: Nico Zwirs
- 2025: Matthias Blübaum

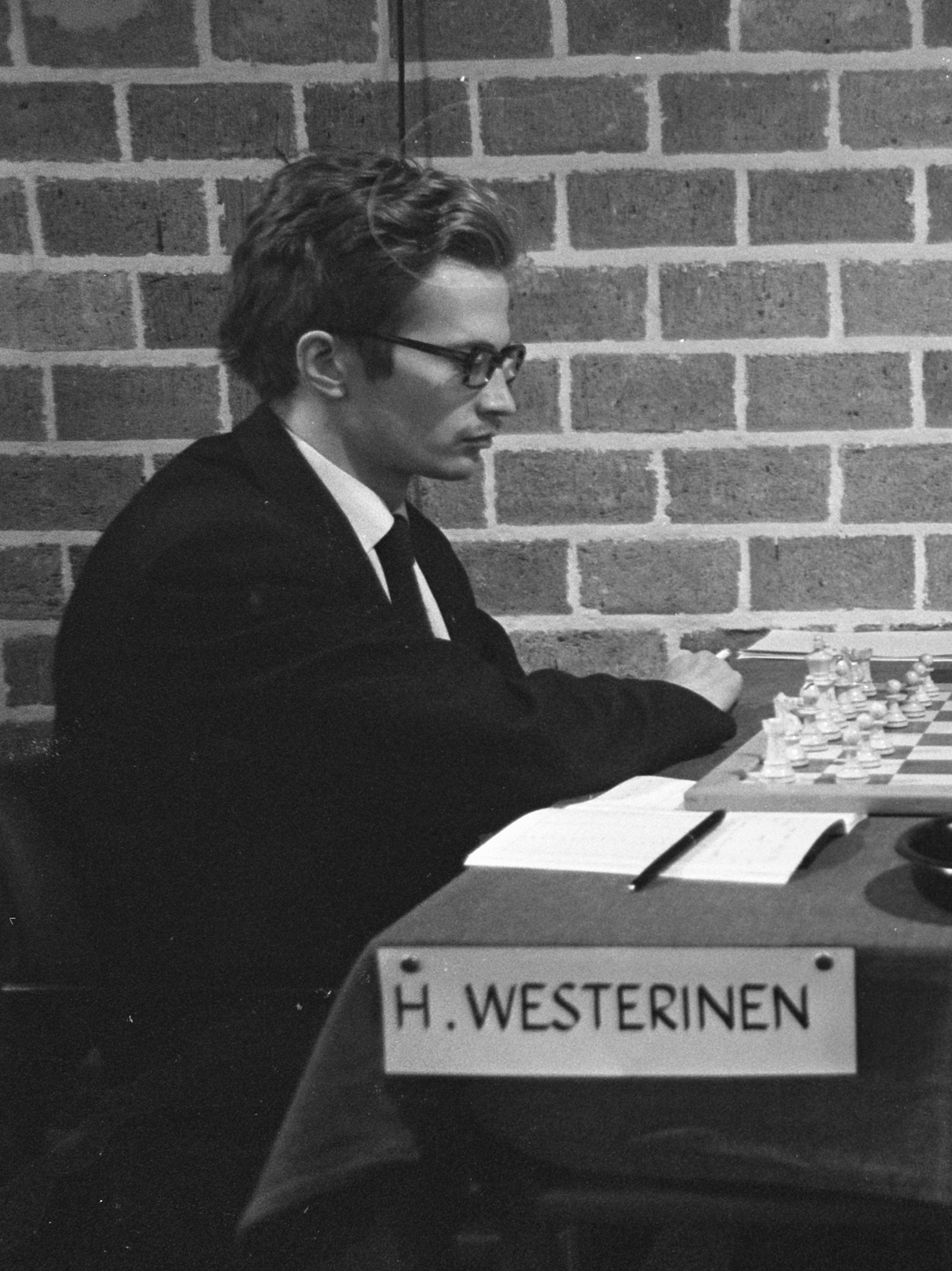
Heikki Westerinen, Sieger 1973 und 1975
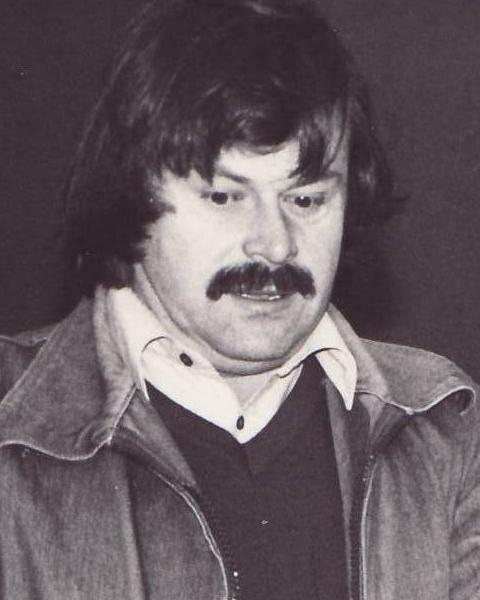
Vlastimil Hort, Sieger 1982
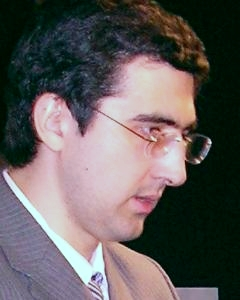
Wladimir Kramnik, Sieger 1995–1998, 2000, 2001, 2006, 2007, 2009, 2011
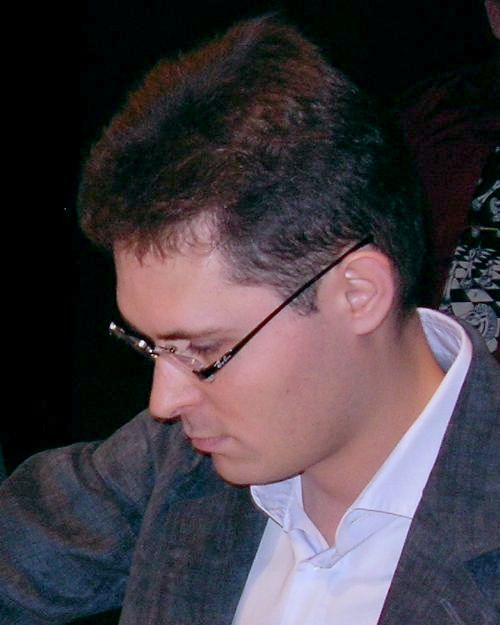
Péter Lékó, Sieger 1999, 2002 und 2008
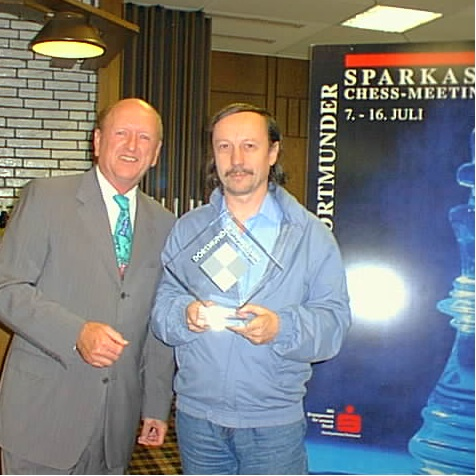
2000: Sparkassendirektor Helmut Kohls, Jozsef Pinter
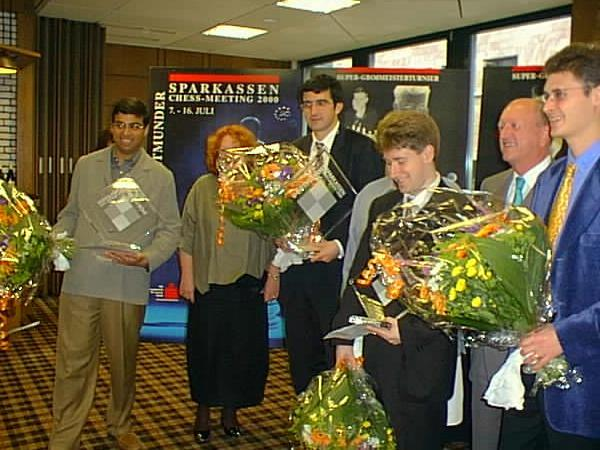
Siegerehrung in Dortmund 2000
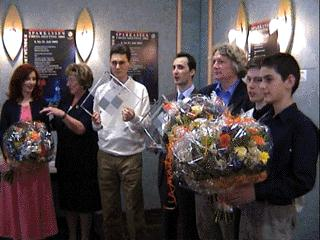
Siegerehrung in Dortmund 2002
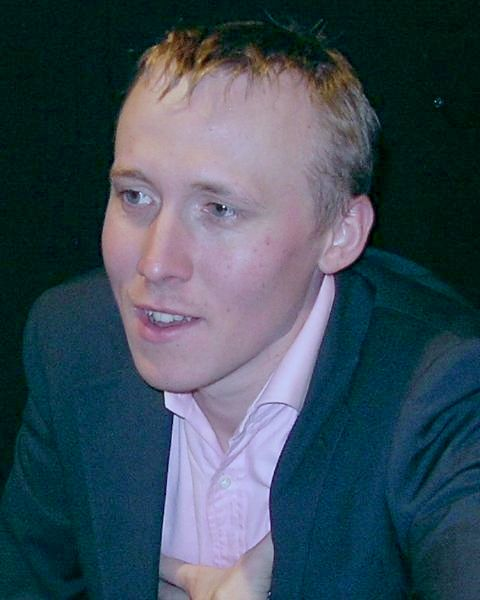
Ruslan Ponomarjow, Sieger 2010
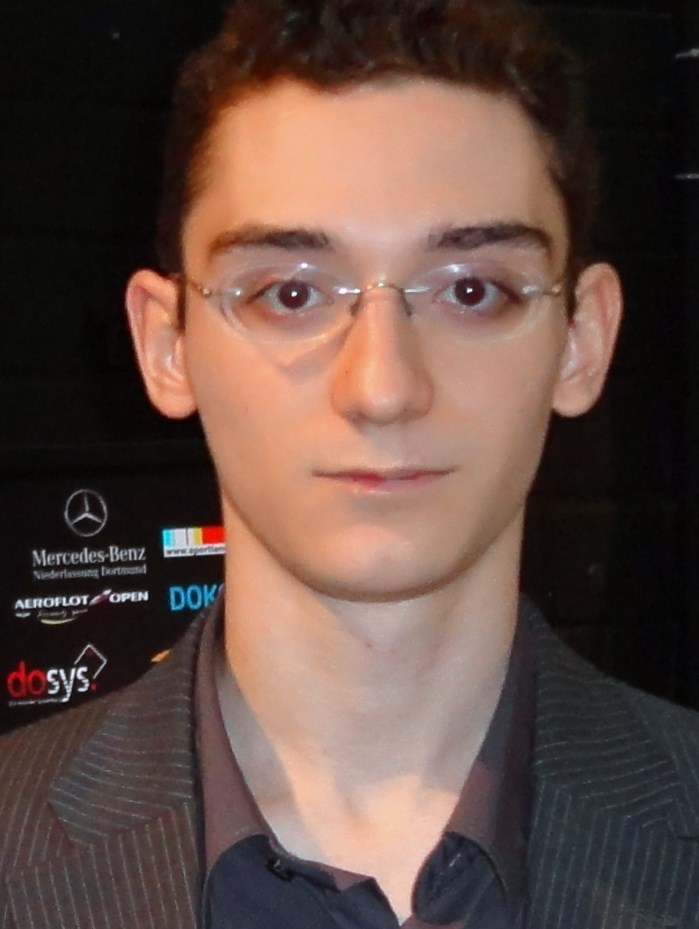
Fabiano Caruana, Sieger 2012, 2014 und 2015
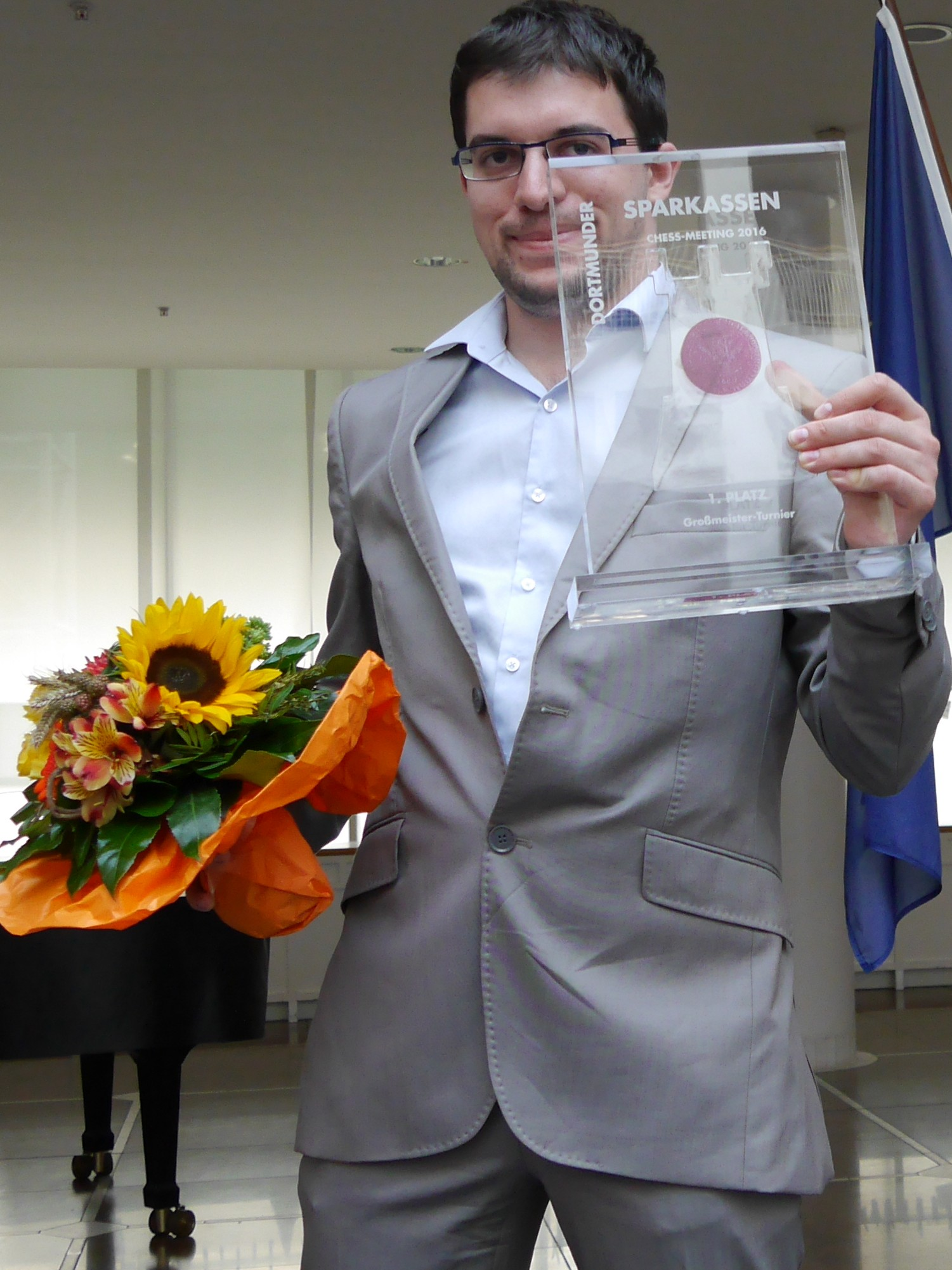
Maxime Vachier-Lagrave, Sieger 2016
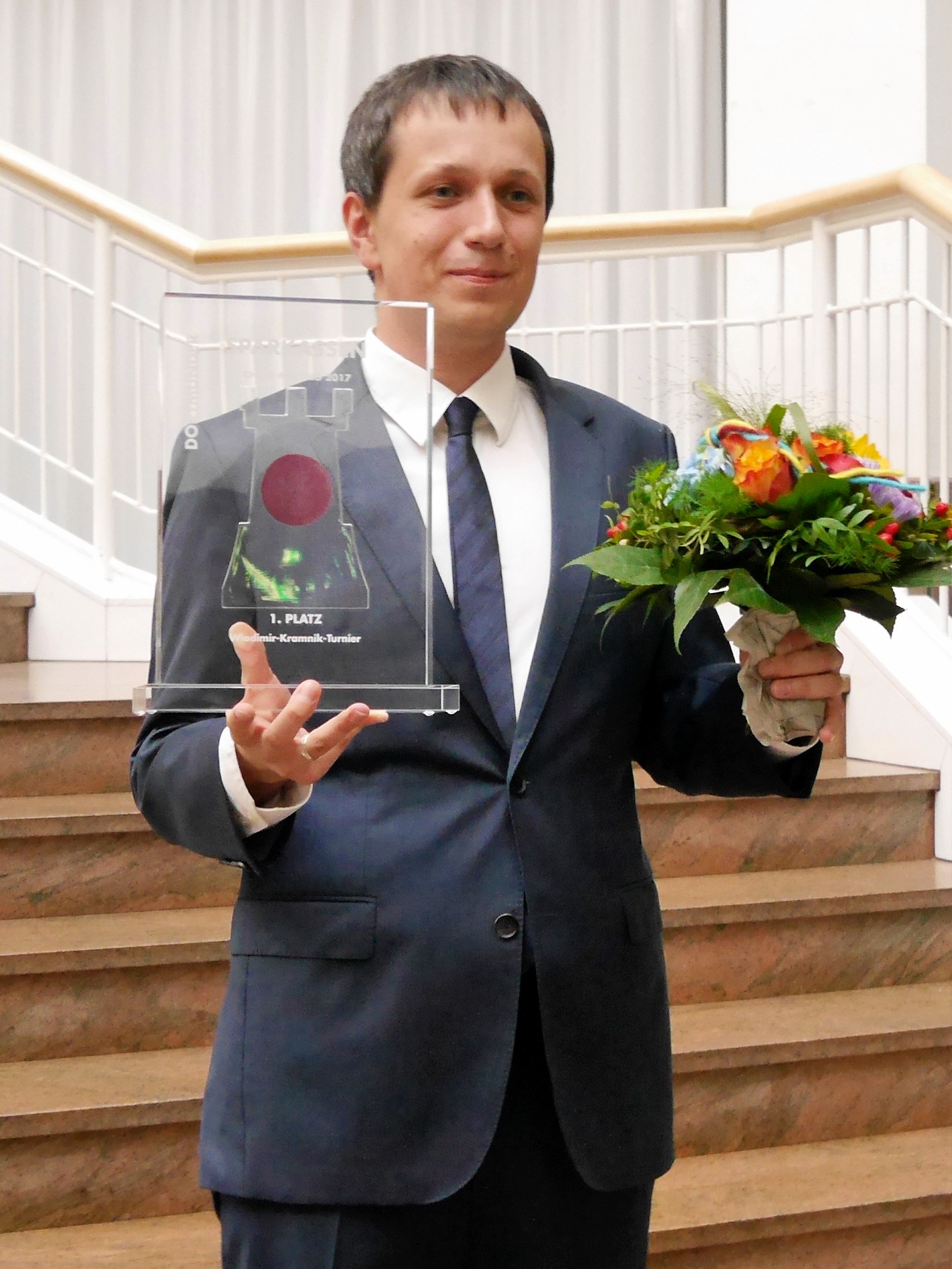
Radoslaw Wojtaszek, Sieger 2017
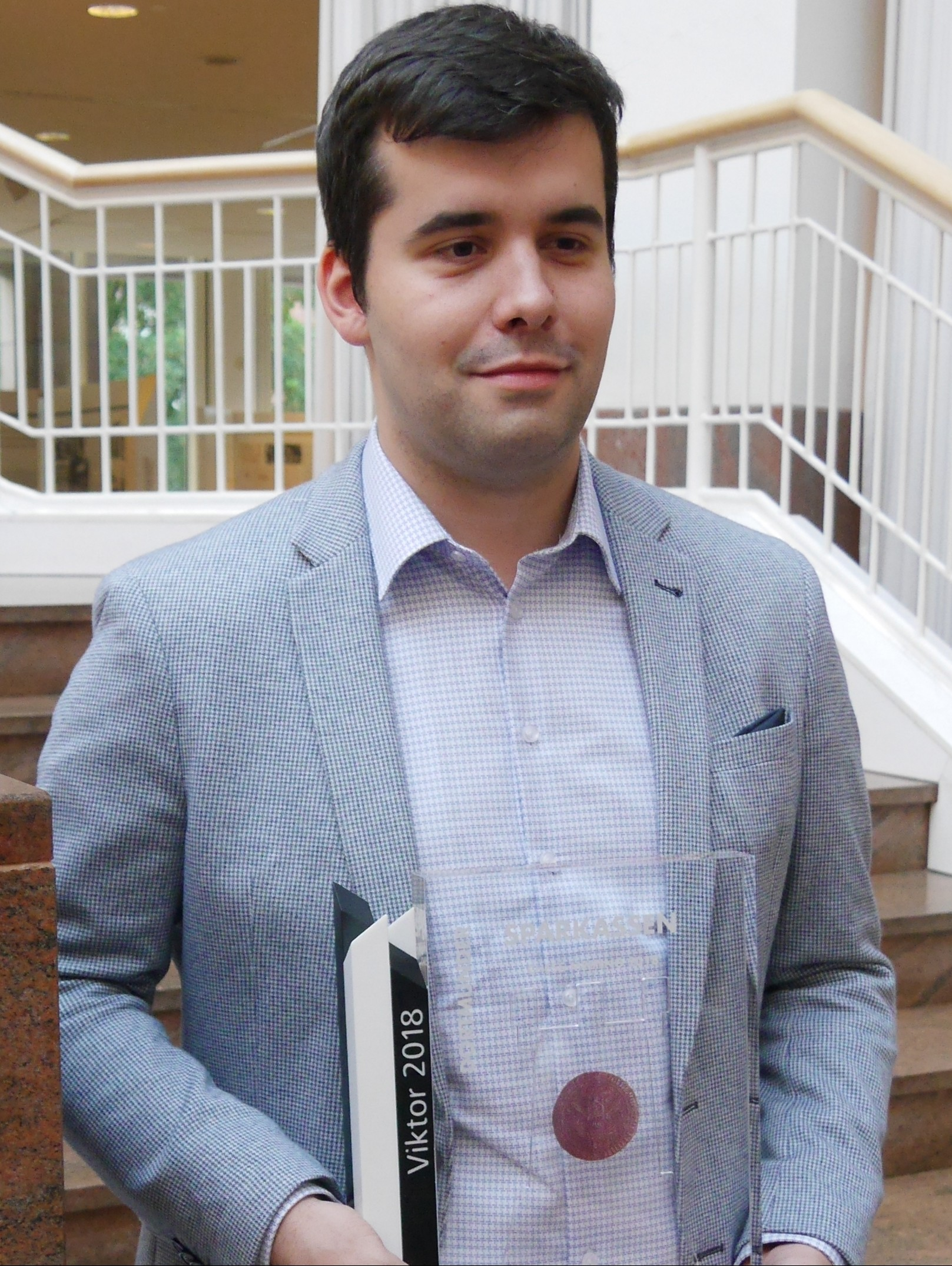
Jan Nepomnjaschtschi, Sieger 2018
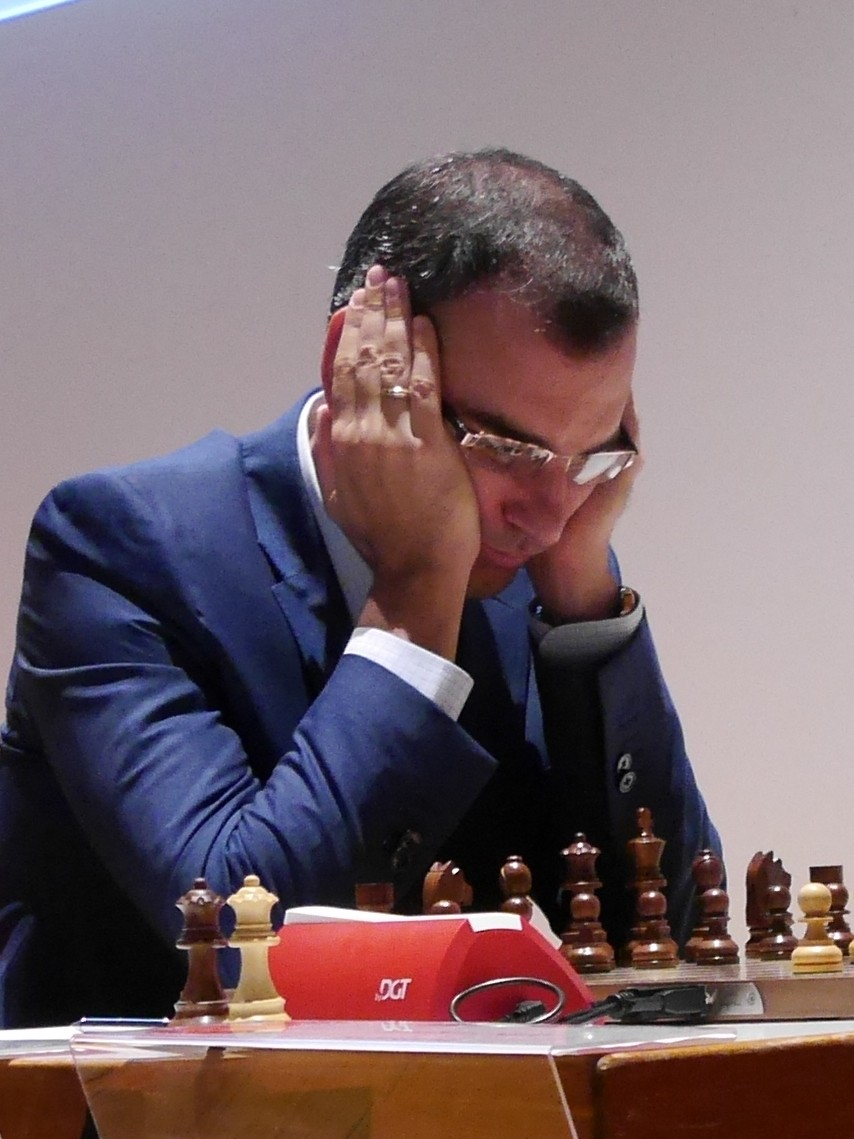
Leinier Domínguez, Sieger 2019